# 전략 롤플레잉 게임
전략 롤플레잉 게임(Tactical role-playing game)은 전통적인 롤플레잉 비디오 게임과 전략 게임의 주 요소들을 한 데 모아 게임플레이를 구성한 비디오 게임의 한 장르이다. 전략 롤플레잉 게임의 형식은 모양, 속도 및 규칙 구조에서 전통적인 테이블탑 롤플레잉 게임 및 전략 게임과 매우 유사하다. 마찬가지로, 초기 탁상용 롤플레잉 게임은 주로 전투에 관심이 있었던 체인메일(Chainmail)과 같은 스커미시 워게임(맨투맨 워게임)에서 파생했다.